# Хащевое
Хащевое (укр. Хащеве) — село,
Вольненский сельский совет,
Новомосковский район,
Днепропетровская область,
Украина.
Код КОАТУУ — 1223281505. Население по переписи 2001 года составляло 852 человека .

## Географическое положение
Село Хащевое находится на правом берегу реки Самара, которая окружает село с 3-х сторон,
выше по течению на расстоянии в 4 км расположено село Вольное,
ниже по течению на расстоянии в 4 км расположен город Новомосковск,
на противоположном берегу — пгт Черкасское.
Река в этом месте извилистая, образует лиманы, старицы и заболоченные озёра.
К селу примыкает лесной массив (дуб).
Рядом проходит автомобильная дорога М-18 (E 105).

## Экономика
- База отдыха КСК Хащевое
- База отдыха «Дубрава».
- База отдыха «Три Медведя».
- ФХ «Весна».

## Объекты социальной сферы
- Школа.
- Дом культуры.
- Фельдшерско-акушерский пункт.
- Детский Сад

## Достопримечательности
- Зоопарк села Хащевое.

Река Самара 
Лысая гора 
Заброшенный детский лагерь